# Corregiment de Puigcerdà
| \| \| 1716 — 1833 \| → \|               |              |   |
|                                         |              |   |
| Capital                                 | Puigcerdà    |   |
| Període històric                        | Edat moderna |   |
| • Decret de Nova Planta                 | 1716         |   |
| • Divisió territorial d'Espanya de 1833 | 1833         |   |
|                                         | 1716 — 1833  | → |

Mapa polític de Catalunya mostrant els diversos corregiments existents a Catalunya, que substituïren les vegueries l'any 1719. El mapa mostra acolorits els límits dels dotze corregiments i la regió de la Vall d'Aran, sobre la divisió municipal i comarcal vigent a Catalunya al 2015 per tal de dotar-la d'un marc de referència contemporani. A més es ressalten les localitats que tenien alcalde major.

El Corregiment de Puigcerdà és una antiga demarcació administrativa, anomenada corregiment, que formava part de la nova administració política de Catalunya després dels Decrets de Nova Planta de l'any 1716 en substitució de les vegueries que foren abolides. Tingué alcalde Major a Puigcerdà i per tant, la seva capital també fou en aquesta població.
Abastava tot el territori de l'antiga vegueria de Puigcerdà i la sotsvegueria de Ribes. Comprenia les actuals comarques de l'Alt Urgell, la Cerdanya i la part nord del Ripollès. El corregidor tenia adjunt el comandament militar de la plaça.